# Montbolo
Montbolo (em catalão:  Montboló) é uma comuna francesa na região administrativa da Occitânia, no departamento dos Pirenéus Orientais. Estende-se por uma área de 21.98 km², e possui 178 habitantes, segundo o censo de 2018, com uma densidade de 8.1 hab/km².